# Elizabeth McIntyre
Elizabeth McIntyre (Hanover, 5 aprile 1965) è un'ex sciatrice freestyle statunitense, specialista delle gobbe.

## Biografia
Alle Olimpiadi di Lillehammer 1994 arrivò seconda nella gara delle gobbe.

## Palmarès

### Olimpiadi
- 1 medaglia:
  - 1 argento (gobbe a Lillehammer 1994)